# Gustav Heider

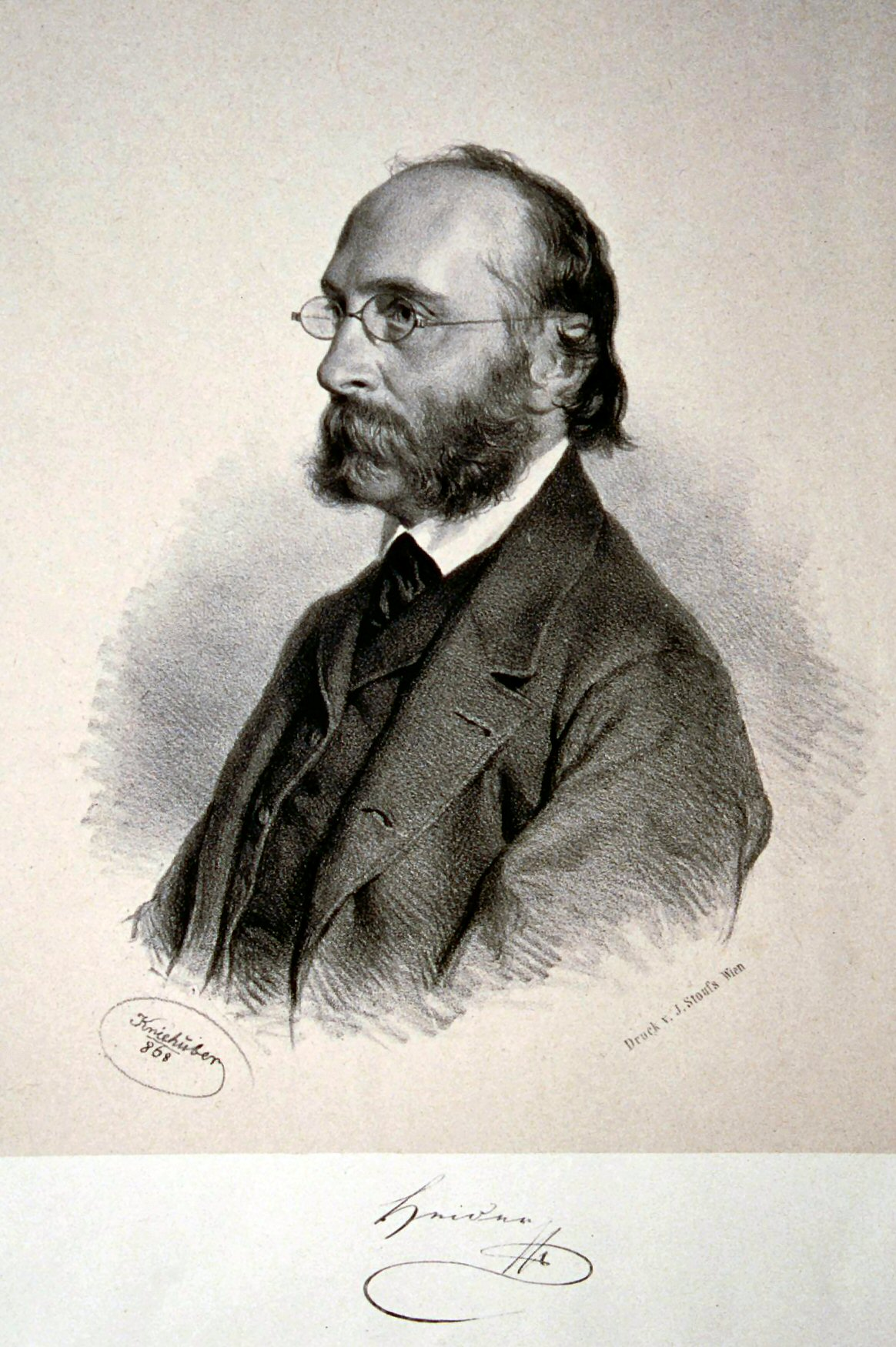
Gustav Heider, Lithographie von Josef Kriehuber, 1868

Gustav Heider (* 15. Oktober 1819 in Wien; † 15. März 1897 ebenda) war ein österreichischer Kunsthistoriker.

## Leben
Gustav Heider studierte in Wien Rechtswissenschaft, wurde 1842 Adjunkt an der Bibliothek der Akademie der bildenden Künste Wien, 1863 Kunstreferent im Staatsministerium, 1867 Ministerialrat im Unterrichtsministerium und nahm ab 1872 in demselben die Stellung eines Sektionschefs ein. Heider hat sich um die Erforschung der alten Kunstdenkmäler in Österreich große Verdienste erworben; er war einer der tätigsten Mitbegründer der zu diesem Zweck errichteten k. k. Central-Commission, deren Jahrbuch er bis 1863 redigierte. Unter seinen Schriften, welche namentlich auf eine tiefere Erfassung des Geistes der mittelalterlichen Symbolik und Typologie ausgehen, verdienen besondere Hervorhebung:
- Über Tiersymbolik und das Symbol des Löwen in der christlichen Kunst (Wien 1849);
- Die romanische Kirche in Schöngrabern (Wien. 1855);
- Der Altaraufsatz im Stift Klosterneuburg (Wien 1860);
- Liturgische Gewänder aus dem Stift St. Blasien (Wien 1860) und die mit Rudolf Eitelberger von Edelberg und Hieser herausgegebenen Mittelalterlichen Kunstdenkmale des österreichischen Kaiserstaats (Stuttgart 1855–60, 2 Bde.).